# Gentry (Arkansas)
Gentry – miasto w Stanach Zjednoczonych, w stanie Arkansas, w hrabstwie Benton.